# Умара Абу Сакайкін
Умара (Амара) Абу Сакайкін (Сакікін) (*араб. عمارة أبو سكاكين; д/н — 1568) — 4-й макк (султан) Сеннару в 1558—1568 роках. Відомий також як Амара II.

## Життєпис
Походив з династії Фунджі. Син макка Наїля. Замолоду був намісником області біля портового міста Суакін. Посів трон після свого брата Абд аль-Кадіра I. Не виявив державної майстерності, більше уваги приділяв наукам, підтримував освіту, зводячи численні медресе, почавши тим час активну ісламізацію в державі. 
За його час посилився шейх Аджію вад Абдаллах аль-Кафута, манджіл (намісник) аль-Каррі. Водночас активізувалися османські війська, що розширити та зміцнити Абісинський еялет.
Помер Умара Абу Сакайкін 1568 року. Трон посів його молодший брат Дакін.